# 釜炒り茶
釜炒り茶（かまいりちゃ、釜煎り茶とも）は茶の製造方法の一種で、生茶葉から煎茶を造る最初の加熱工程（殺青）を「蒸す」のではなく「炒る」ことで行うものである。茶葉の仕上がりが針状ではなく、勾玉状になる。この形状から玉緑茶（たまりょくちゃ）、ぐり茶ともいうが、後述の蒸し製玉緑茶と区別するために、釜炒り製玉緑茶、釜ぐり茶ともいう。

## 産地
主な産地は、佐賀県・長崎県（嬉野茶）、熊本県・宮崎県（青柳茶）である。

## 釜炒り茶の製法
日本茶は、茶葉を乾燥したり揉んだりする前に、殺青といって茶葉の細胞がほぐれ成分が出るように加熱する。一般の日本茶（碾茶、煎茶、玉露、かぶせ茶）は蒸すが、釜炒り茶は、蒸さずに鉄釜・鉄鍋（機械的には炒り葉機）で炒る。揉捻後の乾燥工程も釜で攪拌しながら行うため、茶葉は丸みを帯びた勾玉状になる。（釜炒りによる殺青の後、茶葉の形をまっすぐにする精揉工程を経て仕上げたものは、釜伸び茶ともいう。）
蒸し製は中国・宋代の製茶法を伝えるものであるのに対し、釜炒り製は明代に日本に伝わったとされる事もあるが、これを裏付ける一次資料は存在せず、むしろ明は海賊対策のため海外貿易・沿岸漁業・国内沿岸貿易を制限していたため、容易には喫茶文化の輸出はおこなえなかったはずである。とはいえ、戦国時代末期に中国から伝わったとも言われ、例えば嬉野茶には15世紀中ごろ渡来した中国人陶工によって伝えられたという伝承もある。江戸時代には全国的に広がり、現在のような煎茶が広まるまでは、抹茶と並ぶ代表的な日本茶だったようだともされている。

## 蒸し製玉緑茶
玉緑茶に釜炒り製玉緑茶と蒸し製玉緑茶があり、蒸し製は釜炒り茶ではない。一般の日本茶の工程同様に蒸して殺青し、仕上げの際に精揉工程を行なわずに仕上げた茶も、丸みを帯びた勾玉状に仕上がる。これを蒸し製玉緑茶という。静岡県の伊豆半島で製造される「ぐり茶（蒸しぐり）」が有名で、これは中国の釜炒り茶が煎茶ほど渋くないのでソビエト連邦に輸出されているのを見て1930年代に煎茶の機械で作れる形を似せた茶が開発され、ソ連だけでなくアフリカなどへも輸出が増えたが、その減少後も国内に残ったもの。九州でも最近は、玉緑茶であっても蒸し製が多くなっている。